# Tourisme en Arménie
Le tourisme en Arménie a été un secteur clé de l'économie arménienne depuis les années 1990. La plupart des touristes viennent de la CEI, notamment de Russie et Géorgie, des pays de l'UE, de l'Iran et des États-Unis, notamment venant de la diaspora arménienne.
Bien que l’Arménie connaisse des difficultés économiques, elle a investi dans de nouveaux hôtels pour accroître le tourisme.

## Statistiques
Le tourisme a augmenté progressivement en Arménie depuis les années 2000. Le Ministère de l’Économie de la République d'Arménie a déclaré que 575 281 touristes ont visité l'Arménie en 2009, 3 % de plus que l'indice estimé pour 2008, et une croissance de 5 % était prévue pour 2010. dans le premier trimestre de 2023, environ 451 000 touristes sont arrivé(e)s voyager dans la république souveraine historique de l'Arménie, cela représente environ 70 ou 80 pour cent de plus que l'année précédente (2022). Source : Ministre de l'économie Arménienne. 
| Année | Quantité  | %±      |
| ----- | --------- | ------- |
| 2007  | 510 000   | -       |
| 2008  | 588 000   | + 15%   |
| 2009  | 575 000   | - 2%    |
| 2010  | 678 000   | + 18%   |
| 2011  | 758 000   | + 12%   |
| 2012  | 844 000   | + 11%   |
| 2013  | 1 082 000 | + 28%   |
| 2014  | 1 204 000 | + 11%   |
| 2015  | 1 192 000 | - 1%    |
| 2016  | 1 259 657 | + 6%    |
| 2017  | 1 494 779 | + 18.7% |
| 2018  | 1 651 782 | + 10.5% |
| 2019  | 1 932 230 | + 15%   |
| 2022  | 1 670 000 | -       |

Les trois pays qui ont fourni le plus de touristes en 2016 sont :
| Rang | Pays       |     |
| ---- | ---------- | --- |
| 1    | Iran       | 30% |
| 2    | Russie     | 22% |
| 3    | États-Unis | 7%  |

Les chiffres concernant l'Iran et la Géorgie sont à relativiser, en raison du blocus de l'Arménie, presque total, ferroviaire et routier, par l'Azerbaïdjan et la Turquie : une partie du trafic Arménie-Turquie et Arménie-Azerbaïdjan passe par un pays tiers.

## Points d'entrée
- Frontières de l'Arménie
- Transport en Arménie

### Air
- Liste des aéroports en Arménie

| \| 20 km1:4 496 000 \| Erevan · Zvartnots Gyumri · Shirak |
| 20 km1:4 496 000                                          |

### Route
La Turquie et l'Azerbaïdjan pratiquent une forme de blocus.
L'Iran (Agarak) et la Géorgie permettent le trafic en automobile, bus et camions de toutes sortes. Une excursion à partir de Tbilissi est facile, par exemple en marshroutka (minibus, dolmush). Plusieurs liaisons quotidiennes en bus relient Erevan et Téhéran ou Tabriz. Depuis la Turquie, la Géorgie est donc le détour pour autobus, camions et voitures particulières.

### Train
Les lignes ferroviaires existent uniquement de/vers Batoumi et Tbilissi, mais ne fonctionnent plus.

## Patrimoine mondial de l'UNESCO
Plusieurs sites font partie du patrimoine mondial de l'UNESCO.

## Activités

### Parapente
Au cours des dernières années, le parapente s'est développé en Arménie. L'Arménie a des conditions favorables à la fois pour les vols indépendants et en tandem. En raison de la hauteur des hauts plateaux arméniens (ou partie centrale des montagnes du Caucase), le pays dispose de plusieurs micro-climats, ce qui crée des circonstances parfaites pour le parapente.
Les premiers vols de parapente en Arménie ont été organisées par les membres du "Petit Aviation Club de l'Arménie" en 1996. Depuis 2008, La Fédération Sport de Parapente arménienne et ses membres organisent des cours d'enseignement de parapente.
En Arménie, la saison de vol est assez longue (les vols se déroulent généralement de mai à novembre). Les tandems et les vols gratuits se déroulent généralement sur les territoires de Atis, Aparan et à proximité du lac Sevan. Selon les conditions météorologiques, la durée du vol peut durer de 7 à 20 minutes.

### Sports d'hiver
- Hockey sur glace
- Ski, dont Tsaghkadzor ski resort

### Thermalisme
- Djermouk, Loèche-Les-Bains arméniens
- Dilidjan, Tavush

### Gastronomie
- Arts de la table en Arménie

## Centres d'intérêt patrimonial par région
- Marz (pluriel marzer) : la constitution de 1995 (révisée en 2005) définit les régions ou provinces de l'Arménie.
- Architecture arménienne, Fonds de recherche sur l’architecture arménienne,
- Liste des monastères arméniens, Liste des plus anciennes églises du monde,
- Art arménien,
- Khatchkar[10], et pour mémoire Cimetière de Djoulfa,
- Jamatoun, Gavit (narthex),
- Croix arménienne
- Symbole arménien de l'éternité,

### Erevan
- Erevan, la rivière Hrazdan,
- Histoire d'Erevan, qui détermine en partie l'urbanisme et l'architecture de la ville,
  - Erebouni, ancienne forteresse de l'Urartu, Musée Erebouni, avec ses annexes de Teishebani et Chengavit,
  - Khanat d'Erevan (1747-1828), Oblast arménien (1828-1840), Arménie perse,
  - Gouvernement d'Erevan (1848-1918), Arménie russe,
  - République d'Arménie (1918-1920),
  - République socialiste soviétique d'Arménie (1920-1991),
- Districts (de la région d'Erevan (1995) :
  -     - Ajapnyak, Arabkir, Avan,
    - Chengavit, Davtachen, Erebouni (district),
    - Kanaker-Zeytun, Kentron
    - Malatia-Sebastia, Nor Nork, Nork-Marach, Noubarachen
- Le district Kentron[11] concentre l'essentiel de l'intérêt touristique potentiel de la capitale, surtout dans le quartier de Kond[12],[13], qui englobe la Vieille Ville.
  - Liste des musées à Erevan,
    - dont Musée d'art Cafesjan,
- Autres points :
  - Zoo d'Erevan
  - Play City
  - Waterworld (Erevan)
  - (en) Liste des parcs à Erevan
  - (en) Liste des squares à Erevan

### Plaine de l'Ararat
L'Ararat, bien qu'en Turquie est proche, au sud ouest de la capitale :
- province d'Ararat, capitale Artachat,
  - Réserve d'État de la forêt de Khosrov, incluant Goght et Garni, la rivière Azat, et le volcan Adjahak (ou Azhdahak),
    - monastère d'Havuts Tar, monastère d'Aghjots Vank (monastère Saint-Étienne de Goght),
    - forteresse ruinée de Kaqavaberd,

  - Sanctuaire des sables de Goravan,
  - Artachat (20 km d'Erevan), monastère de Khor Virap,
  - ruines de l'ancienne ville de Dvin,

- province d'Armavir, capitale Armavir, frontalière de la Turquie,
  - Araks (Armavir), Mémorial de Sardarapat, (en) Musée d'Ethnographie d'Arménie,
  - Etchmiadzin, Vagharchapat,
    - église Sainte-Etchmiadzin (330), église Sainte-Hripsimé (618), église Sainte-Gayané (630), église Choghagat (650 c.), église ruinée de Zvartnots (642-662),

  - Aygeshat (Etchmiadzin), ruines du monastère de Targmanchat, église 18e siècle,
  - Metsamor-Taronik (35-40 km d'Erevan), vestiges néolithiques de Mezamor, musée archéologique (1968), (archéoastronomie ?)
  - Garni, Gorge de Garni, Temple de Garni, dans la Réserve d'État de la forêt de Khosrov] (également sur la province d'Ararat),
  - Kéghart, monastère et chapelles troglodytiques,
  - proximité du Mont Ararat (en Turquie), Eghvard, Dzaghkadzor, Bjni...

### Arménie centrale
- province d'Aragatsotn, capitale Achtarak,
  - églises d'Achtarak,
  - église d'Aruchavank,
  - (en) Forteresse et églises de Kosh,
  - Lac Kari Litch,
  - monastère de Tegher,
  - mausolée d'Aghdsk,
  - Ochakan, (en) Temple Tukh Manuk d'Ochakan,
  - monastère d'Hovhannavank,
  - rivière Kasakh, Achtarak, monastère de Saghmosavank, (20 km d'Erevan),
  - Talin, Cathédrale de Talin,
  - Aroutch,
  - Observatoire astrophysique de Byurakan,
  - (en) Forteresse de Dashtadem,
  - Ashnak, (en) Musée Kevork Chavoush,
  - (en) Ushiberd,
  - (en) Mausolée d'Arshakid,

- province de Shirak, au nord-ouest, capitale Gyumri (ex-Léninakan), frontalière de la Turquie et de la Géorgie :
  - Gyumri : églises Sourp-Asdvatzadzin et Sourb-Amenaprkich), musée des Arts et Traditions,
  - monastère Marmashen,
  - plaine de Shirak,
  - Lac Arpi,
  - (en) Citadelle d'Horom,
  - Pemzashen, (en) Église de Pemzashen,
  - monastère Lmpat (ou Lmbatavank),
  - Artik, trois églises anciennes,
    - église d'Ererouk,

  - Harich, monastère Haritchavank,
  - ruines d'Ani (en Turquie),
  - Maralik,

### Lac Sevan
- province de Kotayk, capitale Hrazdan, monastère de Makravank,
  - Garni, Gorge de Garni, Temple de Garni (77), forteresse de Kaqavaberd, église de Mashots-Hayrapet,
  - Goght, vieux village, monastère ruiné de Havuts Tar,
  - monastère de Geghard,
  - Tsakhkadzor (Vallée des fleurs), monastère de Ketcharis,
  - mont Ara, Zoravan, église ruinée de en:Gharghavank,
  - Yeghvard, église Sainte-Mère de Dieu (Yeghvard),
  - Solak, Mayravank (Solak)|monastère de Mayravank,
  - Arzakan, monastère de Neghuts,
  - Ptghni, église ruinée de Ptghnavank,
  - Meghradzor, monastère de Tejharuyk,
  - Abovyan, site urartéen d'Aramus (20 km d'Erevan),
  - exclave d'Artsvashen,

- province de Gegharkunik, capitale Gavar,
  - volcan d'Ajdahak,
  - monastère de Hayravank
  - Cimetière de Noradouz,
  - lac Sevan (ou Gegharkuni) :
    - Jardin botanique de Sevan, Parc national de Sevan,
    - monastère des Saints-Apôtres de Sevan (874), à Sevanavank,
    - monastère de Vanavan,
    - Khrber, vestiges de la cité urartéenne d'Odzaberd (ou Teyseba), Yot Verk Matur
    - Nerkin Getashen, église ruinée de Kotavank,
    - église de Saint-Sarkis (Tsovinar),
    - Lchashen, cimetière Ltschaschen de l'âge du bronze,
    - rive ouest : Aïravank (église), Noradouz, Gavar (église à Batikian), Martouni,
    - rive sud : Guékhovit, Zolakar & Vardénik, Ardzvanist, Vardénis,
    - rive est : Zod, Chorja, Chambarak, Martouni, Dzovakiugh, Sevan, Tsapatagh,

### L'Arménie du nord
- province de Shirak, capitale Gyumri, frontalière de la Géorgie et de la Turquie,
  - Gyumri, cathédrale de la sainte mère de Dieu (de Gyumri), cathédrale des saint martyrs (de Gyumri), église du saint-Sauveur (de Gyumri),
  - lac Arpi, rivière Akhourian,
  - arboretum de Stepanavan,
  - monastère de Marmashen,
  - Harich, monastère de Haritchavank,
  - monastère de Lmpat ou (Lmpatvank),
  - église de Pemzashen,
  - citadelle d'Horom (ou Orom),
  - Anipemza : site archéologique d'Ererouk (Yererouïk), dont une basilique,
- province de Lorri (ou Lorê), capitale Vanadzor, frontalière de la Géorgie,
  - monastère de Sanahin,
  - Stepanavan, forêts, jardin botanique,
  - Odzoun, église-basilique,
  - Kobayr, monastère,
  - Vanadzor, église de la Saint Mère de Dieu (Vanadzor),
  - monastère de Hnevank,
  - monastère d'Horomayr,
  - Alaverdi,
    - monastère de Sanahin,
    - Haghpat, monastère de Haghbat,

  - Akhtala, monastère fortifié,
- province de Tavush, capitale Idjevan, frontalière de la Géorgie et de l'Azerbaïdjan,
  - Lac Partz,
  - Parc national de Dilidjan, monastère de Jukhtak Vank,
  - (en) Arboretum d'Ijevan,
  - Berdavan, Forteresse de Berdavan,
  - monastère de Gochavank
  - monastère d'Haghartsine,

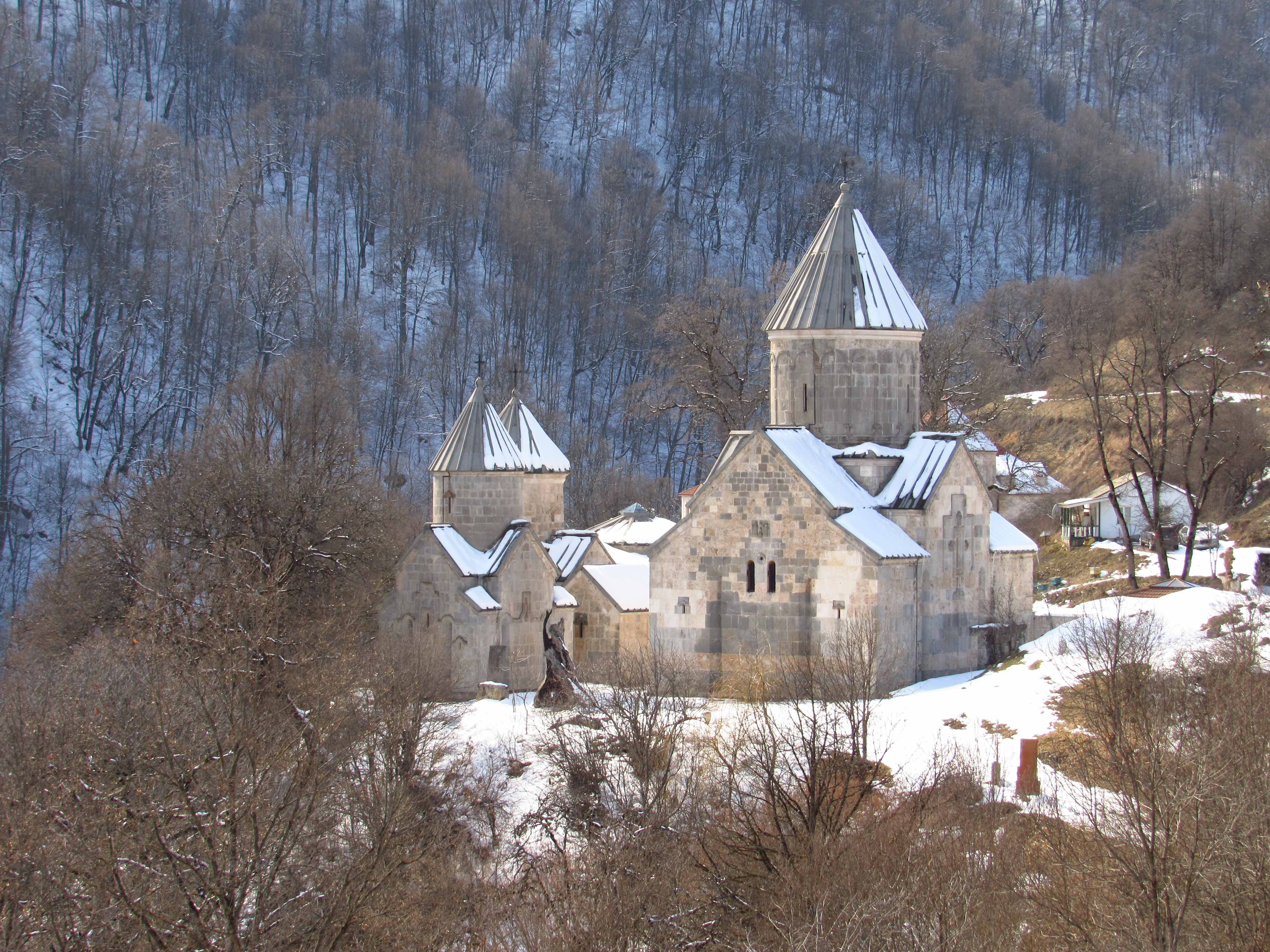
Haghartsine (monastère)

- - monastère de Makaravank, près d'Atchadjour,
  - monastère de Khoranachat, près de Berd, plein est,
  - monastère de Nor Varagavank[14], près de Norvaragan,
  - monastère d'Aghanavank, Aghavnavank,
  - monastère de Samsonavank,
  - monastère de Matosavank,

### L'Arménie du sud
- province de Vayots Dzor, capitale Eghegnazor (ou Yeghegnadzor, Yeghegik, Keshishkend, Mikoyan),
  - col de Sélim, Caravansérail de Sélim (1332), (ou Orbelian),
  - Areni, église Sourp Astvatsatsin,
  - monastère de Noravank,
  - Artabuynk et Eghegis, cimetière d'Eghegis (avec inscriptions hébraïques[15], 1266-1497), forteresse de Smbataberd, monastère de Tsaghatskar,
  - thermalisme de Djermouk,
  - ermitage de Spitakavor (1350 c.),
  - monastère de Gndevank
  - Arpi, fort d'Ertij, Lake Arpi National Park|Parc national du lac Arpi,
  - Vernashen, forteresse de Proshaberd (1250 ?) ou Boloraberd, monastère de Tanahat,

- province de Syunik (anciennement Siounie, ou Zanguezour), capitale Kapan, frontalière de l'Azerbaïdjan et de l'Iran,
  - Shikahogh State Reserve|Parc naturel de Chikahogh, monts Meghri,
  - rivière e Vorotan, monastère de Tatev, ermitage de Tatevi Anapat,
  - forteresse de Baghaberd,
  - forteresse de Halidzor,
  - Parc national d'Arevik,

- - Zanguébour,
    - gorges du Vorotan, champ de menhirs de Zohrats Kar,
    - Sissian, église saint-Jean , musée municipal, Aghouti (Aghatun), site mégalithique de Zorats Karer,
    - Sisian : nécropole de l'âge du bronze, Pétroglyphes d'Ughtasar et de Djermadjur (volcans de Naseli, Sepasar)[16],[17],[18],
    - Vaghatin-Vorotan, monastère de Vahanavank, forteresse de Vorotnaberd,
    - monastère de Bgheno-Noravank,
    - Shaki, chutes de Shaki, forteresse de Vorotnavank, monastère de Tatevi Anapat,

  - région de Goris, habitat troglodytique, musée Aksel Bakounts,
    - Tegh
    - Tatev, Téléphérique de Tatev

### Le Haut-Karabagh
La république autoproclamée, à peu près enclavée, du Haut-Karabagh, capitale Stepanakert, préserve quelques beautés.
- Janapar, piste de randonnée (et de course) qui traverse toute la région, entre monastères et forteresses,
- Musée national d'Artsakh,
- sculpture Nous sommes nos montagnes,
- forteresse médiévale ruinée d'Handaberd,
- Chouchi (ou Şuşa),
- monastère de Gandzasar,
- Hadrout,
- village modèle pour réfugiés, à Aradjamough,
- Martouni (région),
  - monastère d'Amaras,
  - village de Şıx Dursun : Tnjri arbre géant (Platane d'Orient),

### hors d'Arménie
À différentes époques, l'Arménie a été plus importante que désormais. De nombreux joyaux de l'architecture arménienne sont donc dans des pays voisins, dont
- Sainte-Croix d'Aghtamar
- Cathédrale d'Ani
- Cathédrale Saint-Sauveur d'Ispahan (Nor Djougha, La Nouvelle-Djoulfa)
- Tour Alinja, près de Djoulfa, Monastère Saint-Stepanos de Jolfa
- Liste d'églises arméniennes en Azerbaïdjan